# O Conde de Abranhos
O Conde de Abranhos - Notas Biográficas de Z. Zagalo é um livro póstumo do escritor português Eça de Queirós. A história narra a trajetória de Alípio Abranhos, um político imaginário do século XIX que reúne de forma caricatural os defeitos dos políticos de todos os tempos.

“À EX.ma SRa CONDESSA D'ABRANHOS
Minha Senhora: – Tive, durante quinze anos, a honra tão invejada de ser o secretário particular de seu Ex.mo Marido, Alípio Severo Abranhos, Conde d'Abranhos, e consumo-me, desde o dia da sua morte, no desejo de glorificar a memória deste varão eminente, Orador, Publicista, Estadista, Legislador e Filósofo.
V. Exa, Sra Condessa, ergue-lhe neste momento, no cemitério dos Prazeres, um mausoléu comemorativo, onde o cinzel do escultor Craveiro faz reviver a nobre figura do Conde.
Respeitosamente me arrojo, Sra Condessa, a imitar o piedoso acto de V. Exa, e neste livro – como o artista esculpiu no mármore o seu invólucro físico – eu pretendo reconstituir o seu ser moral. A estátua é assim completada pela biografia: na pedra, as gerações contemporâneas poderão contemplar a grandeza da sua atitude e a expressão do seu rosto; no livro, admirar- lhe-ão a elevação do espírito e a rectidão da alma. (...)”

— O Conde de Abranhos (1925)

## Personagens
- Z. Zagalo - escritor, ex-secretário e sócio honorário do Grémio Recreativo
- Alípio Severo Abranhos, um político imaginário do século XIX
- Julinha